# Liste der Erzbischöfe von Santa Severina
Die folgenden Personen waren Bischöfe und Erzbischöfe von Santa Severina sowie des Erzbistums Crotone-Santa Severina.
- Stephanus (erwähnt 1096)
- Constaninus (erwähnt 1099)
- Severus (erwähnt 1118)
- Joannes (erwähnt 1119)
- Gregorius (erwähnt 1122)
- Romanus (erwähnt 1132)
- Andreas (um 1179)
- Miletus (1183–?)
- Dionysius (um 1210)
- Bartholomaeus (zwischen 1227 und 1241)
- Nicolaus (1254, 1258)
- Angelus (?–1269)
- Hugues (Hugo) (1269–?)
- Bernardus (1273–1274)
- Roger (Robert?) de Stephanutia (1274–1295), dann Bischof von Cosenza
- Lucifer (um 1295)
- Paulus (um 1309)
- Joannes II. (1320–?)
- Petrus (1340–1348/1349)
- Amicus († 1387)[1]
  - Johannes de Ebulo OMin (1388), avignonesische Öbedienz[1]
- Antonius de Podio OMin (1429–1453), zuvor Bischof von Strongoli[1]
- Simon de Biondo OP (1453–1461)
- Antonio (1461–1483)
- Pietro Orseoli (1483–1483)
- Enrico de lo Moyo de Coprano, O. Floren. (1483–1485)
- Giovanni di Castello (1486), Elekt
- Alessandro della Marra (1488–1509)
- Giovanni Matteo Sartori (1509–1531)
- Giovanni Salviati (1531–1535)
- Giulio Sartori (1535–1554)
- Giovanni Battista Orsini (1554–1566)
- Giulio Antonio Santorio (1566–1573)
- Francesco Antonio Santorio (1573–1586), dann Erzbischof von Acerenza e Matera
- Alfonso Pisani (1586–1623)
- Fausto Caffarelli (1624–1651)
- Gian Antonio Paravicini (1654–1659)
- Francesco Falabella (1660–1670)
- Giuseppe Palermo (1670–1673)
- Muzio Soriano (1674–1679)
- Carlo Berlingeri (1679–1719)
- Nicolas Pisanelli, C.R. (1719–1731)
- Luigi d’Alessandro (1732–1743), dann als Erzbischof ad personam Bischof von Alessano
- Nicolò Carmine Falcone (1743–1759)
- Giovanni Battista Pignatelli (1759–1763), dann als Erzbischof ad personam Bischof von Anglona-Tursi
- Antonino Ganini (1763–1795)
- Pietro Fedele Grisolia (1797–1809)
- Salvatore Maria Pignattaro, O.P. (1818–1823), dann als Erzbischof ad personam Bischof von Isernia
- Giuseppe Giovanni Vincenzo (Lodovico) de Gallo Laculebero, O.F.M. Cap. (1824–1848)
- Annibale-Raffaele Montalcini, C.SS.R. (1848–1861)
- Alessandro de Risio, C.SS.R. (1872–1896)
- Nicola Piccirilli (1896–1904) dann Erzbischof von Conza e Campagna
- Carmelo Pujia (1905–1927) dann Erzbischof von Reggio Calabria
- Antonio Galati (1927–1946)
- Giovanni Francesco Dadone (1952–1963), dann als Erzbischof ad personam Bischof von Fossano
- Michele Federici (1963–1973), dann als Erzbischof ad personam Bischof von Veroli-Frosinone
- Giuseppe Agostino (1973–1986), dann Erzbischof von Crotone-Santa Severina

Am 30. September 1986 wurde das Erzbistum Santa Severina mit dem Bistum Crotone zum Erzbistum Crotone-Santa Severina vereinigt.